# 한국방송공사에 대한 비판
한국방송공사는 1973년 공사 출범 이래 여러 분야에서 비판을 받았다. 한국방송공사에 대한 비판은 주로 사장 임명 방식, 수신료 징수, 여권 편향성 등에 집중돼 있다. 한국방송공사의 여권 편향성은 언제나 존재했지만 2013년에 이르러서는 그 정도가 더욱 심해져서 김대중 정부 이전 수준으로 돌아간 것 같다는 지적이 제기된다.

## 인사 논란
대한민국 방송법 제 50조 2항에 따르면 KBS의 "사장은 이사회의 제청으로 대통령이 임명"하게 돼있다. 이 때문에 정권이 바뀔 때마다, 혹은, 정부의 의지에 따라 KBS의 사장이 바뀌는 일이 있었다. 유신헌법 시기와 신군부 통치 시기에는 정부가 언론을 통제하여 아무런 문제도 제기되지 않았으나, 1987년의 6·29 선언 이후 정부의 언론 통제가 풀려 KBS 사장이 임명될 때마다 이에 대한 여러 의견이 제기되었다. 특히 KBS 내부에도 변화가 생겨 1988년 5월 28일에 KBS 노동조합이 결성된 이후 1990년 서기원 사장 퇴진운동과 2003년 서동구 사장 퇴진운동을 벌였다.

### 서영훈 사장 사퇴 압박
1987년의 6·29 선언 이후 1988년에 KBS 이사회에서 독립적으로 서영훈씨를 사장으로 선출했으며, 이후 KBS에 상당한 내부개혁이 진행되고 있었다. 그러나 3당 합당으로 거대 여당이 된 당시 노태우 정부와 민주자유당은 KBS에 대한 감사원 특별회계를 통해 서영훈 사장을 사퇴 압박했고, 서영훈 사장은 1990년 3월 2일 KBS 이사회에 사표를 제출하고 사퇴했다. 이후 KBS 노조는 언론 장악 이라며 반발하였으나 KBS 이사회는 노태우 대통령에 서기원의 사장 임명을 제청하였다. (이는 이후 노태우 정권의 낙하산 인사라는 평을 받았다.) 노조가 투쟁 수위를 높였으나, 노태우 대통령은 4월 9일 서기원을 사장으로 임명하였다. KBS 노조는 그 다음날부터 사장 출입 저지등을 시도했으나, 이 상황이 지속되자 KBS에 공권력이 투입되어 많은 노조원들이 연행되었다. 이후 여론은 노조의 파업을 지지하는 쪽으로 흘렀으나,  노조원들이 현장으로 복귀하면서 파업은 마무리되었다.

### 서동구 사장 임명
노무현 정부 출범후 노무현의 대선후보 시절 언론특보를 지낸 서동구를 사장으로 임명하였다. 그러나 낙하산 출신 논란이 비등하였고 노조는 사장을 인정할 수 없다며 출근저지 투쟁에 나섰으며, 임명된 지 3일 만에 서동구는 사직서를 제출했다. 이후 KBS노조와 시민단체로 구성된 'KBS 사장 공동추천위원회'가 추천한 3인 중 한명이었던 정연주가 선임됐다.

### 정연주 사장 해임
현행 방송법 상에 명시된 KBS 사장 임명권에 면직권 포함 여부를 놓고 정부와 한나라당은 임명권에 면직(해임)권이 포함된다고 주장하면서, 당시 정연주 사장에게 사퇴를 종용하였다. 2008년 8월 5일, 감사원은 KBS에 대한 특별감사 결과를 발표하였다. 이 때까지 감사원은 총 4차례에 걸쳐 감사 결과에 대한 정연주의 소명 기회를 주기 위해 출석을 요청하였으나 정연주는 이를 거부하였다. 이에 따라 정연주의 소명 없이 KBS에 대한 감사원의 특별감사를 마친 감사원은 KBS 이사회에 정연주 해임권고안을 전달하였다.  이에 대해 8월 6일, 정연주 사장은 기자회견을 열고 감사원의 특별감사 결과를 반박하며 감사원의 특별감사 자체가 '정치적인 의도'가 있다고 주장했다. 또한, 현행 방송법에는 KBS 사장 해임권이 대통령에게 없음을 강조하였다. 그러나, 정연주의 기자회견이 있고 난 다음날인 8월 8일에 이사회는 정연주 사장 해임결의안을 의결했다. 해임건의안이 가결된 후, 정연주 전 사장을 위한 변호인단이 구성되고 해임제청 효력정지 가처분 신청과 효력정지 가처분 신청을 법원에 제출하였으나 모두 기각되었다. 이에 대해서 중도·진보적 단체 및 언론에서는 이명박 정부가 방송 장악과 이명박 정부의 구미에 맞는 코드 인사를 사장 자리에 앉히기 위해 감사원, 검찰, KBS 이사회를 동원하여 해임시켰다고 보았고, 보수적 단체 및 언론에서는 KBS가 지난 10년동안 좌편향적이었고 정 전 사장이 이른바 코드인사라고 주장하며 정 사장 해임에 찬성했으나, 야당과 시민단체 등에서는 언론장악이라며 반대하는 등 정치적 성향에 따라서 의견이 엇갈렸다. KBS 노조는 정연주 사장의 퇴진을 반대하는 진영과, 찬성하는 진영으로 갈리기도 했다.
2009년 11월 12일 정연주가 이명박을 상대로 낸 해임처분 무효 청구 소송에서 재판부는 "해임 처분 절차상 하자가 있고, 재량권도 남용된 것으로 보인다"고 원고 승소 판결을 내렸으며, 기소됐던 배임 혐의에 대해서도 무죄 판결을 내렸다.

### 이병순 사장 임명
정연주의 퇴진 이후 8월 25일 KBS 이사회는 이병순 당시 KBS 비즈니스 사장을 KBS 신임 사장으로 임명 제청하였고, 8월 26일 이명박 대통령은 이병순 사장을 임명하였으며, 8월 27일 KBS의 공사화 이후 첫 KBS 내부 출신 사장인 이병순 사장이 취임하였다. 이에 대해 "KBS인들이 공사 출범 이후 35년 동안 그토록 갈망해 오던 첫 번째 KBS 출신 사장이 된 것이다"라고 높이 평가하면서 파업 결의 등 대 정권 투쟁에 나섰던 KBS 노동조합은 "첫 KBS 내부 출신 사장을 환영한다."며 이병순 사장을 인정하였다.. 또한 상급단체인 언론노조가 정연주를 위시하며 정치 편향성과 조합비 횡령등을 하고 있다며 전국언론노동조합에서의 탈퇴 투표를 진행하였고. 투표 결과가 가결되면서 9월 2일 언론노조에서 탈퇴한 독립노조로서의 KBS 노동조합으로 출범하였다. 그러나 KBS 기자협회와 KBS PD협회로 구성된 KBS 사원행동은 이병순 사장을 무효라 주장하며 KBS 대내외적으로 반 이병순 활동을 벌였다. 2008년 11월 13일, 정권에 대한 비판의 수위가 높았던 프로그램 "시사투나잇"을 폐지하면서 논란에 휩싸이기도 하였다.

### 김인규 사장 선정
정연주 사장의 잔여임기를 채운 이병순 사장 후임으로 2009년 11월 18일 KBS 이사회는 김인규 디지털미디어협회장을 선정했다. 그러나 17대 대선당시 이명박후보 방송전략실장 경력이 문제가 되었다. 노조는 김인규를 사장으로 인정할 수 없다며 출근저지투쟁을 벌였다.  그러나 김인규 퇴진을 요구하는 총파업의 찬반투표결과가 부결되면서 내홍이 일기도 했다.
이후 2010년 12월 30일 양정철 전 청와대 비서관은 김인규가 청와대 고위 인사를 만나 "KBS를 장악할 사람은 나밖에 없다"고 말한 사실을 폭로하면서 방송 장악 논란이 가중되기도 했다.

## 친정부 성향
앞서 언급했듯 KBS 사장의 임명권을 대통령이 가지고 있어 뉴스 프로그램에 정부의 정책에 유리한 보도들이 많은 비중을 차지할 때가 있으며, 정부의 정책에 대한 특집 방송이 비정기적으로 편성될 때가 있다. 이 때문에 정권이 바뀔 때마다 KBS 내부에서도 비판의 목소리가 있다.

### 이명박 정부

#### 사장 임명과 축소보도 논란
이명박 정부 때의 경우, 측근과 대선후보 언론 특보 출신을 KBS 사장으로 임명 하였다. 그리고 정부비판적인 보도를 한 구성원에 대해서는 중징계를 내리고, 야당과 시민사회계로부터 정부와 여당 쪽으로 편파보도한다는 논란을 받았다. 예를 들어 뉴스 프로그램에서 김석기 당시 경찰청장 내정자가 지휘한 용산4구역 철거민 시위 진압 및 청와대의 이건희에 대한 단독사면 같이 정부에 불리한 사건들은 비중이 축소되어 보도된 반면, 아랍에미리트의 원전 수주 등 정부에 유리한 정책 및 사건에 대한 보도는 많은 비중을 차지하였다.라고 과거에 비판이 있으나 사실 이는 단순하 관점의 차이일뿐이다. 용산 철거민 시위 진압은 적법한 공권력의 행사로 보는 것이 더 타당하다. 아랍에미리트 원전 수주는 지금 와서 보면 정말 국익을 위한 일이었다.

#### 추적60분 4대강편 불방
2010년 12월 8일 KBS 추적60분에서 4대강 사업에 대한 방송이 될 예정이던 가운데 KBS측은 갑작스레 방송을 취소, 보류했다. KBS측은 '법원의 판결이나 공적 기관의 판정에 결정적인 영향을 줄 수 있는 보도나 논평은 신중을 기해야 한다'는 KBS 방송강력 20항에 의해 취소했다고 밝혔으나, KBS 노조측은 "언제부터 재판 선고 일정을 보고 방송 여부를 결정했나"라며 소송이 진행 중인 모든 사안에 대해 방송을 못하게 한다면 방송할 수 있는게 얼마나 있겠느냐며 강력 반발하며 "8일 KBS 민주광장에서 방송보류결정 규탄대회를 열 계획"이라고 밝혔다. 한편, KBS 사내에서는 '4대강 사업에 대한 언급은 금기'라는 이야기가 나돌고 있어 이러한 의혹이 드러난것 아니냐는 의혹도 제기하고 있다. 이에 앞서 11월 17일 추적60분에서 천안함 피격 사건을 다루려고 했으나, 갑자기 방송 취소에 들어가 반발한 바 있어 KBS에 대해 정권의 외압이 작용하고 있는 것 아니냐는 논란이 불거지고 있다.

#### 2011년 보선기간 엄기영 불법 콜센터 적발 물타기
2011년에 있었던 재보선에서는 KBS의 양비론적인 보도가 지적받기도 했다. 재보선이 있기 전 엄기영은 불법 콜센터 운영으로 인해 선관위에 적발되어 2명이 구속되는 사태를 빚었다. 같은날 한나라당은 최문순의 문자중 일부가 사실과 다른 부분을 지적하며 이것도 불법선거라고 주장했다. KBS는 뉴스에서 "정치공방"으로 묶어서 여야의 싸움처럼 보도했다. 이에 대해 KBS 공정방송추진단은 "KBS 뉴스는 상대인 민주당 최문순 후보 측의 허위 문자메시지 발송 건과 함께 묶어 여야의 정치적 공방으로 처리했다"며 "상식적 차원에서 비중을 따지면 여권에게 치명적인 불법 선거 악재를 '기계적 중립' 보도 를에 가두다 보니, 결과적으로 '물타기'가 돼버린 것"이라고 지적했다. 선관위가 적발하여 구속된 사안(엄기영측)과, 한나라당이 지적하는 문자 중 사실과 다른 부분이 있는 것(최문순측)과는 무게감의 정도가 크게 다르다는 것이다. 또한 KBS는 엄기영의 불법선거 운동 적발의 주체가 된 선관위와 경찰의 입장을 축소, 왜곡하고 민주당의 일방적인 주장인것처럼 보도했다.

#### 2012년 총선 기간 문대성 논문표절 비보도와 김용민 막말 보도
2012년 총선을 앞두고 새누리당 문대성 후보가 논문을 표절했다는 의혹이 제기되었다. 3월 26일 이후 ‘대필’과 ‘이중표절’ 의혹까지 나왔고 급기야 학술단체협의회까지 나와 문 후보 논문이 표절이라고 확인하면서 사태는 더욱 커졌지만, KBS 전국 뉴스에서는 단 한 건의 리포트도 방송되지 않았다. 3월 26일부터 4월 3일까지 KBS 본사 기사가 작성한 표절 관련 기사는 단신 기사만 1건이었고, 이마저도 주요뉴스에는 나가지 않았다. 그러나 실제로 취재기자들은 이 문제의 심각성을 파악하고 사내에 정보보고도 올렸던 것으로 나타났다. 그러다가 민주당 김용민 막말 사건이 터지자 4월 4일부터 이 내용의 리포트 뒷부분에 함께 묶어서 내보낸 것이다. ‘후보 자질 논란’이라는 제목의 리포트에서 민주당 김용민 후보의 막말사건은 51초였고, 새누리당에 불리한 문대성 논문 표절 논란은 26초에 불과했다. 이날부터 KBS는 9시뉴스에 닷새 연속으로 네번째(5일), 세 번째(6일), 두 번째(7일), 세 번째(8일) 등 9시뉴스 앞부분에 이른바 김용민 막말 파문을 집중 배치해 의제화했다. 한국방송공사 새노조는“주부들을 대상으로 하는 아침뉴스 프로그램에도 김용민을 자세히 소개한 반면 문대성 논문표절 의혹은 단독 리포트 한 번도 보도하지 않았고, 여야 공방리포트에서 한번씩 언급하는 정도였다”고 비판했다.
한편 KBS는 제수 성폭행 미수 의혹을 받고 있으며 KBS출신이기도한 새누리당 김형태 후보에 대해서도 선거가 끝날 때까지 한 건도 보도하지 않았다. 지난 8일 폭로된 이후 포항지국에서 두 차례 단신기사가 나간 것이 전부였다. 이를 두고 KBS 새노조는 파업특보에서 “KBS의 이번 총선 보도가 역사적으로도 언론학 교과서의 한 페이지를 장식할 가능성이 높다”고 개탄하면서 “편파종결자 KBS 총선보도”라고 비판했다.

#### 기타
2010년추석 연휴 첫날이었던 9월 21일 당시 KBS 아침마당에  이명박 대통령이 출연하였다. 하지만 인간적인 면, 친서민적인 이미지를 보여주는데 그쳐 연성화된 프로그램을 통한 홍보로 활용됐다는 비판이 제기됐다. 윤성도 전국언론노동조합 KBS 본부 간사는 "KBS에서 내부적으로도 정부를 비판하는 프로그램 제작하는데에 제약을 받으며 억눌리고 있는 반면에 이런 프로그램에서는 대통령이 출연해 맘껏 자신이 하고 싶은 얘기를 할 수 있도록 보장하는 것은 맞지 않는다"며 "과거 정부와 달리 현 정부의 언론환경이 악화됐음을 보여주는 것"이라며 홍보 방송을 했다고 지적했다.
2010년 11월 13일 방송될 예정이었던 '시청자제안공모 아이템'이 청와대의 전화로 인해 주제가 서울 G20 정상회의로 바뀐것도 드러났다.
이렇게 KBS의 친정부 성향이 꾸준이 이어지면서 노조와 언론 단체들에 의한 정권찬양 비판이 끊이지 않고 있다.

### 박근혜 정부

#### 2013년 촛불집회 축소 보도
국정원 대선 개입을 규탄하는 2013년 촛불 집회에 대해 MBC와 KBS는 단신으로만 처리하는 등의 방법으로 축소보도함으로써 심각한 여권 편향성을 드러냈다는 비판이 제기되었다. KBS 등은 2013년 6월 말일경부터 시작된 촛불집회에 대해 7월 내내 거의 보도하지 않았다. 2013년 7월 29일 대학생들은 이들 방송사 앞에서 기자회견을 열고 방송사들의 보도행태가 5.18 당시와 비슷하다고 지적했다. 특히 KBS의 경우 두 차례 단신으로만 보도한 것이 전부라는 점을 지적하면서, 도리어 외신들은 춧불집회와 국정원 사건을 대서특필하는 마당에 KBS 등은 정권의 시녀가 되어 눈치 보기에 급급할 뿐이라고 비판했다. 이후 집회규모가 점점 커져 8월 들어서는 수만명이 참가하게 되자 단신으로 보도하기 시작했는데, 그마저도 촛불집회 자체보다는 민주당과 연계시켜 여야 간 정쟁으로 보도하는 행태를 보였다. 8월 10일 방송된 KBS 뉴스는 수만명의 시민이 참여한 촛불집회에 대해 "민주당이 국민 보고 대회를 개최했다"거나 "소속 의원과 당원들이 동원됐다"고 보도하고 바로 이어서 "민생을 외면하고 정치 공세에만 열중한다"는 여당의 비판을 보도했다. 이러한 보도 행태에 대해 시민들의 비난과 냉소가 잇따랐으며 KBS 내부에서도 '촛불'이라는 단어 자체가 금기어가 되고 있다는 자성의 목소리가 나왔다.

#### 2013년 철도노조 파업 보도
민주언론시민연합(민언련)이 철도파업 하루 전인 2013년 12월 8일부터 17일까지 KBS MBC SBS 등 지상파 3사 뉴스에 나온 138건의 인터뷰 및 발언을 분석한 결과, 파업을 ‘불법’으로 규정하는 정부와 코레일의 입장과 파업으로 인한 피해를 언급하는 인터뷰가 전체 75%인 104건을 차지한 반면 철도파업을 지지하는 시민의 멘트를 단 한 건도 내보내지 않았다. 하지만 이는 실제 여론과는 동떨어진 것으로, 대학과 시민단체를 위주로 철도파업에 대한 지지가 이어졌고, 여론조사 결과를 봐도, 수서발KTX 분할이 민영화 수순이며, 철도노조에 대한 체포영장 발부 등 정부의 대응이 ‘과도’하다는 의견이 더 많았다.
민언련은 특히 KBS 9시뉴스의 ‘데스크 분석‘도 비판했다. 파업 첫날 이현주 경제부장은 ’데스크 분석‘에서 새마을호와 무궁화호의 운행이 줄어 시민들이 KTX를 타야했다며 “이처럼 철도 파업은 막연한 국민 불편 정도가 아니라, 가시적인 국민 손실로 나타난다”고 말했다. 그러나 이 같은 주장은 사실과 다르다는 것이다. 코레일은 대체인력을 일반열차가 아닌 KTX에 주로 투입하고 있다. 코레일은 노사 합의를 어기고 통근, 통학열차 ‘누리로’를 전면 중단했다.
16일 ‘데스크 분석’에서 황상무 사회1부장은‘외부세력이 코레일 노사의 합리적 대화를 막고 있다’는 취지의 분석을 내놨다.  수서발KTX를 분할고 경쟁체제를 도입하는 것에 대한 노사 양측의 의견을 전하면서 “외부세력의 개입은 (노사가 합리적 대화를 못하게 하는) 이 불신을 더욱 키운다”고 말했다. 그러나 황 부장은 ‘외부세력’이 누구인지도 밝히지 않았다. 현재 1000여개 시민단체는 국회와 정부에 사회적 논의기구 설치를 요구하고 있다.
15건 이상으로 파악되고 있는 열차 사고에 대한 리포트에서도 ‘정부 편향’이 나타났다. KBS는 12월 15일 과천 정부종합청사역에서 일어난 승객 사망사고에 대해 16일자 임종빈 기자의 보도에서 “철도 파업 이후 크고 작은 사고가 잇따르더니 어젯밤, 80대 할머니가 숨지는 일까지 있었다”고 보도했다. 그러나 이 보도에는 차장 업무를 위해 ‘100시간’ 교육을 받아야 한다는 단체협약을 코레일이 위반한 사실은 나오지 않았다.

#### 2014년 청와대 신년인사회 김한길 대표 발언 누락
2014년 1월 3일 청와대에서 열린 정부 신년인사회에는 민주통합당의 김한길 대표도 참석하였다. 이 자리에서 나온 김한길 대표의 발언 중에는 "민주주의가 상처받고 정치는 실종된 한 해"였다는 내용이 있었지만, 당일 KBS 뉴스 9에서 김병용 기자는 이 발언은 보도하지 않았다. 또한 국가기관의 대선개입 문제에 대해 특검 도입을 촉구한 발언에 대해서는 " 김 대표는 특히 대선 관련 의혹에 대한 특검도 거듭 요구해 대여 공세가 계속될 것임을 예고했습니다.”라고 보도함으로써 정치공세를 했다는 이미지가 다분하도록 보도했다. 리포트 제목 역시, "박 대통령 “국정 2인3각 경주, 주체들 소임 다해야”"로 되어 있어서 방송사들 중 유일하게 박근혜 대통령의 ‘입장’만 강조했다. 이러한 보도에 대해서는, 야당 대표의 발언을 정확히 소개하는 것은 ‘팩트’를 전달하는 기본 사항인데도 이 ‘기본적인 영역’조차 제대로 지키지 않았으며, 특히 KBS가 그렇게 강조하는 ‘여야의 입장을 공정히 보도한다는 균형적 보도’ 원칙 역시 지켜지지 않았다는 비판이 제기되었다.

#### 국정원을 국정원이라 말 못하는 KBS '뉴스9'
2013년 6월 22일, KBS에서 방송된 <TV비평 시청자데스크>는 대한민국 국가정보원 여론 조작 사건과 관련된 <KBS 9시 뉴스>의 문제점을 다뤘었다. 옴부즈맨 프로그램으로서 역할에 충실했다는 평가를 받았지만, 방송 이후 담당 국장과 부장은 보직 해임되었다. 2013년 8월 31일, 탈북 화교 공무원 간첩 사건 의혹을 다룬 <추적60분>은 '불방 사태'를 겪었다. 제작진과 KBS PD들의 격렬한 반발 때문에 '일부 수정된' 방송 내용이 9월 7일 전파를 탔다. 2013년 후반기엔 채동욱 전 검찰청장의 논란과 국가정보원의 개입 논란과 관련해 KBS 보도 국장와 기자 협회가 채동욱 보도의 '편향성 논란'으로 갈등이 격화되었다. 2014년 2월 기준으로, <추적60분>이 방송한 국정원 간첩조작 의혹은 검찰과 국정원의 '공문서 위조 사건 의혹과 맞물리면서 정치권 '핫이슈'가 되었다. 이런 보도와 관련해 KBS '뉴스9'는 SBS, JTBC 등 주요 방송사들이 2월 21일 메인뉴스에서 '국정원'이라는 정확한 표현을 사용한 것과 달리 KBS는 '유관 정보기관'이라는 단어를 사용하였다. KBS본부가 지난 2014년 2월 18일 발행한 노보에서 "박근혜 대통령 취임 1년 KBS에서 국가정보원은 방송금기가 되었다"고 비판을 확인한 셈이다.

#### 세월호 침몰 참사 보도

##### 박근혜 대통령에 대한 항의와 불만을 축소, 누락
2014년 4월 17일, 박근혜 대통령의 팽목항 방문에 대해, 재난방송 주관 방송사인 KBS는 유가족의 대통령에 대한 항의 등을 보도하지 않았다. JTBC는 <뉴스 9>에서 “박근혜 대통령이 들어오면서 일부 말을 하고 서로 대화가 오가는 과정에서 그전에 계속해서 해왔던 주문들, 약속들이 다 깨졌다 이러면서 야유와 어떤 고함이 나오면서 상당히 어수선한 분위기가 계속 이어졌다“, “실종자 가족들은 정부의 초동대처와 구조작업에 대해 불만을 표시하면서 격렬하게 항의했다”고 보도했다. MBC도 “박 대통령이 입장하자 애끓는 가족들은 오열을 하거나 고성을 지르며 구조 작업에 대한 불만을 보였다”며 “가족들의 질타도 쏟아졌다”고 보도했다. SBS 역시“일부 가족들은 정부가 실질적 대책을 내놓으라며 항의하기도 했다”고 덧붙였다. 그런데 KBS가 전한 박근혜 대통령의 진도  방문 현장의 분위기는 전혀 다르다. KBS는 <뉴스9>에서 앵커멘트로 “박근혜 대통령이 여객선 침몰사고 현장을 방문해 구조 활동을 독려하고 실종자 가족들을 위로했다”며 “마지막 한 명까지 구조되도록 최선을 다하겠다며 책임질 사람은 엄벌하겠다고 밝혔다”고 전했다. 그리고 이어진 기자 리포트에서 송창언 기자는 당시 상황을 이렇게 전한다. “박근혜 대통령이 체육관에 들어서자 실종자 가족들의 오열이 더 커집니다. 곳곳에서 쇄도하는 질문에 일일이 답을 해줍니다. (박 대통령은) 먼저 가족들을 위로하면서 구조에 최선을 다하겠다고 약속했습니다. 철저한 조사와 책임자 처벌도 강조했습니다. 가족들은 탑승자 명단 확인이 안 되는 등 불만 사항들을 건의하자 박 대통령은 즉시 시정을 지시했고 가족들은 박수로 호응했습니다.”이러한 KBS의 보도에 대해서는, 실의에 빠진 실종자 가족들이 대통령의 발언으로 용기를 얻은 듯 보이며, 실종자 가족들의 절규와 거친 항의는 ‘불만 사항 건의’가 됐고, ‘고함’은 사라지고 ‘박수’만이 남았다는 비판이 제기되었다.
4월 29일, 박근혜 대통령이 국무회의 석상에서 사과하고 합동분향소를 찾았을 때, 유가족들의 반응에 대한 보도에서도 비슷한 행태가 반복되었다. 한겨레신문과 JTBC 등의 언론들이 "거세게 항의", "조화도 거부", "사과가 아니다"라는 표현을 쓰며 현장 분위기와 반응을 전달한 데 비해, KBS는 유족들은 내 자식이 이렇게 됐다고 생각하고 지시를 내려달라고 호소했다”며 “이에 대해 박 대통령은 반드시 안전한 나라를 만들어 이번 희생이 절대 헛되지 않도록 하겠다고 약속했다”고 보도했다. 마치 유족들이 박 대통령에 대해 ‘건의’한 것처럼 보인다. 그리고 뉴스 화면에서 유족들은 박 대통령의 손을 꼭 잡고 있었다. 그리고 마지막에 유족들의 항의로 박 대통령 조화가 치워진 사실은 “박 대통령과 정홍원 총리 등의 조화는 리본만 분향소 안에 걸린채 유족들 요구로 밖으로 치워졌다”고만 보도했다. KBS는 박근혜 대통령의 국무회의 사과에 대해 "사과가 아니다"라며 유족들이 반발하고 나선 것도 보도하지 않았다.
2014년 5월 4일, 박근혜 대통령이 재차 팽목항을 찾아서 유가족들을 만난 데 대한 KBS의 보도도 마찬가지였다. 여타 언론들과 달리 KBS 뉴스9는 대통령에 대한 유가족들의 항의나 불만을 보도하지 않고 대통령 위주로 보도했다는 비판을 받았다. 당일 JTBC의 뉴스는, 박 대통령의 팽목항 방문은 구조 초동조치 미흡과 이에 대한 국민적 불만이 고조되어 국무회의에서 사과했지만 악화된 여론이 수습되지 않아 이루어진 것이며, 하지만 여전히 실종자 가족들은 대통령, 정부를 향해 불만을 쏟아냈다는 취지로 보도했고, SBS 뉴스8 역시 “기다리라고만 하는데 그게 언제까지냐, 흉탄에 부모를 잃은 대통령도 우리 심정을 알 것 아니냐”며 울분을 터뜨렸다고 보도해서, 대통령의 책임을 강조하는 논조를 보였다. 반면 KBS 뉴스9는 박 대통령의 진도 방문 소식을 첫 소식부터 2개의 리포트로 전했는데, 첫 소식에서는 박 대통령의 말만 전달하다 실종자 가족들이 “해수부 장관을 어떻게 할 것이냐”고 항의했다는 사실만 보도했다. 이는 사고 수습의 책임을 대통령이 아닌 해수부 장관에 맞춘 것이라는 비판을 받는다. <박 대통령, 수색 현장 방문…“최선 다해달라”>는 두 번째 리포트에서는 “대통령이 바지선에 접근하자 실종자 가족들이 잠수요원들을 격려하기 위해 건 현수막이 눈에 들어온다. 사랑하는 아들·딸을 만나기 위해 이제 믿고 의지해야할 사람은 잠수요원들 뿐. 대통령의 당부도 끝까지 최선을 다해 달라는 것”이라고 보도했다. 마치 대통령 1인칭 시점 같은 보도다. 이어 “수색 작업을 지켜보기 위해 바지선에 와 있는 가족들을 만났다”며 “꼭 만날 수 있을 거라는 염원으로 아버지가 가슴에 걸고 있는 실종 딸의 사진을 한동안 바라보며 끝까지 노력하겠다고 위로했다”고도 전했다. 이러한 KBS 보도는 사고에 책임이 없는 대통령이 가족들을 위로하고, 책임 있는 담당자들을 엄중 문책하는 심판자 자리에 올라있는 듯 보도한 것이라는 비판을 받았다.

##### 오보
2014년 4월 18일 방송에서 "엉켜있는 시신 다수 확인"이라는 자막과 함께 해당 내용을 전한 KBS 보도에 대해, 방송통신심의위원회는 같은 달 30일 회의를 열어 경고의 중징계를 의결했다. 이에 앞서 28일 소위원회 회의에 출석한  KBS 보도국 뉴스제작 3부 부장 정인철 은 “우리(KBS) 입장에서 볼 땐 오보보다 표현상의 문제가 있었다고 생각한다”며 “큰 사고를 당한 실종자들의 가족과 국민 감정을 감안할 때 ‘시신이 엉켜있다’는 정제되지 않은 표현은 부적절했다”고 말했다. 정 부장은 그러나 “오보라고 보긴 어렵다”고 주장하며 “해당 멘트가 있고 다음날부터 그간 수습되지 않았던 시신들이 하루에도 30~50여구씩 수습됐다”고 이유를 밝혔다. 이에 대해 잠수부의 이야기를 듣고 구조당국이 발표했다고 보도했는데 어떻게 오보가 아니냐는 비판을 받자, 그는 구조당국의 발표 여부가 아니라 실제 엉켜있는 시신이 많았는지 여부를 가지고 따져야 한다고 맞섰다. 이에 대해선 다시 재난사건을 보도함에 있어 불명확한 내용은 보도하지 않는 게 중요한 가치 기준”이라는 비판과 “구조당국에서 발표를 하지 않았음에도 했다고 자막까지 내보낸 건 중대한 실수”, 해경에서도 해당 보도는 오보라고 발표했다는 지적이 이어졌다. 하지만 정인철 부장은 KBS의 보도가 오보라는 해경의 발표를 인정할 수 없다고 말했고, 이에 대해서는, 구조 당국이 하지도 않은 발표를 했다고 보도해놓고 오보라는 구조당국의 발표는 인정하지 못하겠다는 태도는 뭔가라는 비판이 이어졌다. 이날 회의에서는 5인 중 4인의 방송소위 위원들이 중징계를 주장했고, 이에 따라 KBS <뉴스특보>는 ‘경고’ 의견 다수로 전체회의에 상정되어 30일 중징계가 의결되었다.

### 문재인 정부

#### KBS 뉴스 9보도 논란
2019년 7월 18일, KBS 뉴스 9에서 대한민국에서의 일본 제품 불매 운동을 보도할 때, '안 사요, 안 가요' 등 일본 제품 불매 운동을 유발하는 표어를 사용했다. 이때 '안 뽑아요'라는 문구가 등장했다. 이때 글자 '안'에 일장기의 빨간 원으로 구성된 'ㅇ'자 안에 자유한국당 마크가 넣어져 있는 문구가 등장했다. 더불어 '안 봐요'라는 문구가 등장했는데, 이때도 조선일보 마크가 같은 위치에 넣어져 있는 문구도 등장했다. 이에 자유한국당은 KBS가 문재인 정부의 총선 개입을 동조하려는 마음가짐을 했나 의혹을 제기했다. 다음 날, 나경원 자유한국당 원내대표를 비롯한 자유한국당 국회의원 60여 명이 KBS 본사 계단 앞에 서서 KBS 해체하라는 구호를 외쳤다. 이때 나경원 원내대표는 KBS 공정보도 정신은 사망했다는 발언을 했다. 이에 대해 KBS는 문구를 걸러내지 못했다는 점에서 사과했다. 또한 7월 25일에는 황교안 자유한국당 당대표, 나경원 자유한국당 원내대표를 비롯해 자유한국당 당원들이 모여 'KBS 수신료 거부를 위한 전국민 서명운동'을 실시했다. 이때 출정식에서 KBS 수신료 거부, KBS 시청 거부, 양승동 KBS 사장 사퇴 등을 외쳤다.

#### 여론조사 조작 논란
KBS 뉴스9은 2019년 12월 27일 한국리서치에 의뢰해 실시한 여론조사 결과를 근거로 ‘보수야당 심판론’에 찬성 55.8%, 반대 36.4%로 나타났다고 보도했다. 한국리서치가 지난해 12월 18일부터 22일까지 닷새동안 실시된 '2020 총선기획 전국조사' 와 '2020 총선기획 권역조사(서울)' 결과를 인용한 것이었다. 그런데 여론조사 설문을 보면 야당 심판론에 대해선 "내년 총선에 자기 반성 없이 정부의 발목만 잡는 보수 야당에게 표를 주지 말아야 한다는 주장에 대해 어떻게 생각하십니까?"라고 했고, 정부여당 심판론에 대해선 "문재인 정부의 실정을 심판하기 위해 여당인 더불어민주당에게 표를 주지 말아야 한다"고 돼 있다. 즉 철저하게 처음부터 일정한 답변을 유도한 질문이었던 것이다.
그 전에는 공정하였으나 문재인 정부들어 지나치게 정부의 눈치를 본다고 평가 받고 있는 중앙선거관리위원회조차 여론조사는 조사자가 의도한 대로 응답을 끌어내기 위해 응답을 유도해서는 안 된다는 공직선거법 108조와, 여론조사는 객관적이고 공정하게 이뤄져야 한다는 선거여론조사기준 제4조를 위반했다고 판단했다. 이에 따라 중앙선거관리위원회는 KBS에 대하여 공직선거법 준수 촉구' 조치를 내렸다.
자유한국당은 여론조사를 실시한 한국리서치의 대표 정재선 및, 조사를 의뢰·보도한 KBS의 사장 양승동을 검찰에 고발한다고 2020년 1월 17일 밝혔다.

## 친일 미화
2011년 6월 25일에 방송된 6.25 특집 다큐멘터리 《전쟁과 군인》에서는 친일인명사전에 친일파로 수록된 백선엽을 미화하려는 내용이 있다는 지적이 제기되며 비판을 받았다. 전국언론노동조합은 "KBS의 잇따른 친일, 독재 찬양 방송 시도는 이명박 정권의 출범 이후 광복절을 건국절로 바꿔 우리 역사를 송두리째 왜곡하려는 친일, 뉴라이트 세력의 움직임과 무관치 않다"며 방송취소를 요구했으며, 광복회도 백선엽 다큐(특집 2부작 다큐 <전쟁과 군인>) 방송이 나가기 하루 전인 지난달 23일 한국방송에 공문을 보내 ‘백선엽-이승만 다큐’ 중단을 요구했으나 받아들여지지 않았다. 경향신문은 "백선엽 다큐’는 공영방송이 만든 다큐멘터리라고는 믿기 어려울 정도로 한 개인의 기억과 의견만을 추종했다."면서  "한국전쟁을 바라보는 다양한 시각이나 열강의 각축 등 무거운 주제는 제외됐고, 전쟁의 참혹한 실상을 냉정하게 짚지도 못했다. 혼돈의 시절, 100만명이 넘는 민간인 피해 사실이나 무고한 양민을 빨갱이로 몰아 죽이고 그 가족들을 고통 속에 살게 한 국가 폭력에 대해서는 1초도 언급하지 않았다."고 지적했다.  KBS는 이어 8월 15일 광복절때도 이승만 다큐를 준비하고 있으며 이에 대해 광복회는 제작 중단으로 촉구했다. 광복회는 "오는 8월15일 광복절에 내보내겠다는 이승만 찬양 다큐의 제작도 당장 중단할 것을 강력히 촉구한다"라고 말했다.

## 고위층의 드라마 제작 개입 여부
2004년의 사극 불멸의 이순신의 기획 단계에서 노무현 당시 대통령이 두 원작소설 중 하나인 칼의 노래를 즐겨 읽는다는 이야기 때문에 제작결정이 나왔다는 주장이 있었다.

수상한 삼형제의 2009년 12월 26일자 방송분에 경찰을 옹호하는 듯한 대사가 나와 한동안 논란이 있었다. 실제로 수상한 삼형제는 대한민국 경찰청이 제작을 후원하고 있었다.

2010년의 사극 명가의 기획 단계에 최시중 방송통신위원회 위원장 및 경주 최씨 종친회가 배후에 있다는 의혹이 2009년 말부터 있어왔다.

## 수신료 징수 문제
지금의 방송수신료 징수제도는 1981년 처음 도입되었다. 대한민국 방송법은 수신료의 징수와 관련하여 다음과 같이 규정하고 있다.
제64조 (텔레비전수상기의 등록과 수신료 납부)

- 텔레비전방송을 수신하기 위하여 텔레비전수상기(이하 "수상기"라 한다)를 소지한 자는 대통령령이 정하는 바에 따라 공사에 그 수상기를 등록하고 텔레비전방송수신료(이하 "수신료"라 한다)를 납부하여야 한다. 다만, 대통령령이 정하는 수상기에 대하여는 그 등록을 면제하거나 수신료의 전부 또는 일부를 감면할 수 있다. 

제65조 (수신료의 결정)
수신료의 금액은 이사회가 심의·의결한 후 방송통신위원회를 거쳐 국회의 승인을 얻어 확정되고, 공사가 이를 부과·징수한다. <개정 2008.2.29> 
제66조 (수신료등의 징수)

- 제1항 : 공사는 제65조의 규정에 의하여 수신료를 징수함에 있어서 수신료를 납부하여야 할 자가 그 납부기간내에 이를 납부하지 아니할 때에는 그 수신료의 100분의 5의 범위안에서 대통령령이 정하는 비율에 상당하는 금액을 가산금으로 징수한다.
- 제2항 : 공사는 제64조의 규정에 의한 등록을 하지 아니한 수상기의 소지자에 대하여 1년분의 수신료에 해당하는 추징금을 부과·징수할 수 있다.
- 제3항 : 공사는 제65조의 수신료와 제1항 및 제2항의 가산금 또는 추징금을 징수함에 있어서 체납이 있는 경우에는 방송통신위원회의 승인을 얻어 국세체납처분의 예에 의하여 이를 징수할 수 있다. <개정 2008.2.29> 

제67조 (수상기 등록 및 징수의 위탁)

- 제1항 : 공사는 제66조의 규정에 의한 수신료의 징수업무를 시·도지사에게 위탁할 수 있다.
- 제2항 : 공사는 수상기의 생산자·판매인·수입판매인 또는 공사가 지정하는 자에게 수상기의 등록업무 및 수신료의 징수업무를 위탁할 수 있다.
- 제3항 : 공사가 제1항 및 제2항의 규정에 의하여 수신료 징수업무를 위탁한 경우에는 대통령령이 정하는 바에 따라 수수료를 지급하여야 한다. 

제68조(수신료의 사용)

- 공사는 제65조 및 제66조의 규정에 의하여 징수된 수신료를 대통령령이 정하는 바에 따라 한국교육방송공사법에 의한 한국교육방송공사의 재원으로 지원할 수 있다.

요금은 도입 당시 신문 구독료 한 달치를 기준으로 하여 2,500원으로 정하였는데, 2009년까지 이 요금을 유지했다.
2009년 10월 22일, 국회 문화체육관광방송통신위원회(이하 문방위)의 국정감사장에서 국회 문방위 소속 한선교 의원(한나라당)의 '수신료 인상 시 광고 없이 KBS를 운영할 수 있나'라는 질문에 이병순 당시 사장은 "막말 방송이나 막장드라마 같이 시청률 경쟁의 부작용을 막기 위해서 수신료 인상이 필요하다"며 "이러한 경우 KBS 2TV도 광고 없이 운영하는 것을 원하고 있다"고 밝혔다. 이 사장은 수신료를 6천원에서 6천500원 수준으로 올릴 경우 KBS 2TV도 광고 없이 운영해 공영방송의 가치를 높일 수 있다고 설명했다.
2010년 6월, KBS 이사회는 수신료 인상안을 논의하던 중 야당 추천인사가 반발하며 나가자, 여당 추천인사들은 수신료 인상안에 전원 찬성하며 일방적으로 상정했다. 이에 대해 수신료 인상을 반대하는 국민들의 여론을 무시하였다는 비판이 제기되었다. 결국 11월 18일, 수신료를 2500원에서 3500원으로 인상하는 방안이 확정되었다. 그러나 KBS는 2009년 693억원의 흑자를 기록했으며, 2010년 상반기에도 1003억원의 흑자를 기록했기 때문에 재정에 문제가 있지 않음에도 불구하고 인상했다는 비판을 받았다. KBS측은 이에 대해 "지난 30년동안 수신료가 인상되지 않았다"며 인상이 불가피하다고 주장했으나, 1994년부터 수신료가 전기료에 합산 징수되면서 수입이 크게 늘었기 때문에 30년 동결론은 설득력이 부족하다는 지적을 받았다.
2023년 7월 12일, 수신료 분리징수가 본격적으로 시행되었다. KBS는 이에 대해 "방송의 자유 침해"라며 크게 반발하고 있다.
2024년 2월, 이달부터 시행하려 했던 TV 수신료 분리 고지·징수가 한시적으로 유예됐다. KBS 측은 "수신료 분리 징수를 2월부터 시행하는 것을 목표로 관계 기관들과 협의해왔지만, 세부적인 사항을 확정하지 못했다"며 "분리 징수가 언제 시행될지는 아직 확실하지 않다"고 밝혔다.

## 내용 조작 논란
2008년 8월 31일자 KBS 9시 뉴스에 같은 날 조계종 주도로 벌어진 '정부 종교 편향' 규탄 법회가 보도되었다. 보도가 나가기 전에 진행자가 기사를 소개하는 부분에 진행자 뒤에 승려들이 팻말을 든 사진이 펼쳐졌는데, "어청수 경찰청장 퇴진하라"라고 적힌 팻말의 "퇴진하라" 부분이 지워졌다. 방통위는 '의견제시'조치를 내렸다.
2008년 12월 31일과 2009년 1월 1일 사이에 벌어진 보신각 타종행사를 중계 방송하던 중 행사장 주위에 벌어진 시위 장면을 내보내지 않고 중간에 박수소리를 삽입하는 등 왜곡 방송 시비에 휩싸인 KBS 측은 2009년 1월 2일 오후, 해당 프로그램은 음악 공연 축제 프로그램으로 기획되었기 때문에 각종 시위 집회 중계는 주된 내용이 아니었고 공연 위주로 구성된 것이었다고 해명에 나서기도 했다. 이에 대해 방통위는 '권고' 결정을 내렸다.

## 천안함 성금모금방송 논란
2010년 4월 11일, KBS는 천안함 피격 사건으로 인한 사상자들의 유족들에 대한 보상 등을 이유로 성금모금 생방송을 진행하였다. 하지만 성금모금은 치명적인 재산피해 등으로 인해 돈이 필요한 경우에 해왔기 때문에 목적과 배경에 대한 의문이 제기되었으며, 원인 규명은커녕 선체 인양이나, 실종자 수습도 안 된 상황에서 이러한 모금이 진행되는 것에 대한 비판이 제기되었다. 국민들의 시선을 돌리기 위한 것이었다는 주장이 제기되기도 하였다. KBS 내부에서도 비판의 목소리가 나오기도 하였다. 홍기호 전국언론노동조합 KBS본부 중앙위원은 "이미 일주일 전 주말에도 천안함 특별방송을 세 건이나 했고, 그것도 모자라 오늘은 또 추모 및 성금 방송까지 한 것"이라며 "최근 방송된 <KBS스페셜>도 그렇지만 원인규명과 의혹에 대한 확인작업에 대한 언급은 거의 없이 추모 분위기로 몰아가려는 것 아닌지 우려된다."라고 지적하였다. KBS는 모금된 성금의 사용처에 대한 계획도 세우지 않은 채 일단 모금을 시작했다고 밝혔다.

## 블랙리스트 논란
개그우먼 출신의 라디오 진행자인 김미화는 자신이 KBS에 출연하지 못하는 것에 대해 "KBS에 블랙리스트가 있는 것 아니냐"고 자신의 트위터에 진술하였다. 짤막한 이 글은 KBS에 반발을 불러왔으며 KBS는 이례적으로 다음날 즉각 반박보도를 내보냈다. 후에 김미화는 자신의 글에 대해 후회는 없다고 말했으며 진중권과, 시사평론가 유창선, 배우 문성근 도 김미화의 발언에 힘을 실으며 블랙리스트 존재 가능성을 제기하자 KBS는 법적 대응에 들어가겠다고 밝혔으며, 진중권은 무고죄로 맞고소 하겠다고 하기도 했다. 이에 대해 MBC는 "윤도현 씨나 김제동 씨 등 연예인들이 줄줄이 방송에 나오지 못하는 것도 모두 정부에 비판적인 성향을 보였기 때문이라는 게 이들의 생각"이라며 "이들이 말하는 블랙리스트란 실제로 존재하는 문건이라기 보다는 방송사 스스로 설정해 놓은 보이지 않는 가이드라인이라는 것"이라고 보도했다. 유창선은 자신의 블로그에 "KBS는 우리 사회의 거대한 권력이지만 진실의 힘은 이길 수 없음을 믿는다"며 "국민을 상대로 거짓말 한데 대한 책임을 인정하고 즉시 공개사과 할 것"이라고 요구했다. 한편, 정재승 카이스트 교수는 KBS에서 방영되었던 TV 책을 말하다 프로그램도 '진보성향의 지식인(진중권)이 출연했기 때문에 폐지된 것'이라고 주장하기도 했다. 이러한 논란 가운데 경찰이 MBC에 들어와 김미화가 진행하는 《세계는 그리고 우리는》생방송 대본을 보여줄 것을 요구하면서 대본사찰 논란이 빚어지기도 했다.

## 불법 도청 의혹
- 2011년 6월 24일, 민주당 당대표실의 비공개 회의 녹취록을 한선교 한나라당 의원이 공개하면서 불법 도청했다는 의혹이 불거졌다.[75] 이 과정에서 도청하여 녹취한 당사자로 KBS 장 모 기자가 지목되었다.[76][77] KBS 윗선에서 도청에 개입했다는 의혹도 있었다.[78] 이에 대해 다음날 6월 25일에 민주당 측은 KBS 수신료 도청 의혹을 수사 의뢰하였다.[79] 수사 결과, 경찰은 녹취록을 공개한 한선교와 도청 당사자인 KBS 장 모 기자에게 증거불충분으로 무혐의를 내렸지만,[80] 신속한 수사를 하지 않고, 초동 수사 단계에서 물증을 신속하게 확보하지 못하고 용의자를 찾아내지 못했던 데 기인한 것 아니냐는 지적과 함께 수사 과정에 아쉬움이 있다는 의견이 있었다.[81] 그리고, 11월 7일 민주당은 대표실 불법도청 진상규명을 위한 특검법을 제출하기도 하였다.[82]

## 지역국 통폐합 구조조정 논란
- KBS가 최근 전국 18개 지역국 중 9개 거점 지역총국과 강릉, 울산 등 일부를 뺀 나머지 지역국 7곳을 각 거점 총국으로 통폐합한다는 구조조정안을 발표하였다. 대상 지역은 원주, 충주, 목포, 순천, 포항, 안동, 진주다. 여기에 해당하는 통폐합 대상 방송국은 보도와 제작 기능을 각 광역 거점총국으로 일괄적으로 맡게 된다. 하지만, 폐국이 알려지자 시민단체들이 강하게 반발하여 방송국 폐국 철회를 요구하고 있다. 이는 양승동 사장을 비롯한 KBS 경영진들이 막대한 손실을 수신료를 납부하는 지역민들에게 책임을 전가하는 게 알려지면서 지역민들의 분노는 극에 달하고 있다.

## 2024년 광복절 당시 논란

### 중계석 나비부인 편성 논란
2024년 8월 15일 광복절 새벽에 KBS 중계석의 코너로 일본 국가인 기미가요와 기모노를 입은 배우들이 등장하는 오페라 나비부인을 편성하여 논란이 되었다.

### 태극기 좌우 반전 논란
2024년 8월 15일, 광복절 날씨에 한 인물 그림의 옆에 있는 태극기를 좌우로 반전하여 또다시 논란이 되었다. KBS 측에서는 태극기를 들고 있는 장면을 맞추기 위해 인물 일러스트를 반전하였으나 태극기가 반전된 것을 몰랐다고 해명했다.

## 한글날 자막 오타 논란
2024년 10월 9일 한글날을 맞아 서울 세종문화회관에서 시작한 한글뒤풀이 노래에서 한국어 자막 '기역 니은 디귿 리을'을 '기'억' 니은 디'읃' 리을'로 잘못 표기하였다. 원래는 '기역 니은 디귿 리을'이 맞으며 이 공연장의 무대 스크린도 올바르게 '기역 니은 디귿 리을'이라고 표기했다.

## 뉴스특보 편성 논란
2024년 11월 25일, KBS 1TV에서 이재명 더불어민주당 대표가 위증교사 1심 선고를 앞두고 이와 관련하여 오후 1시 30분부터 1시간 50분간 뉴스특보를 편성했다. 그러나, 재판부에서 이재명에게 무죄를 선고한 뒤 뉴스특보는 원래보다 20분 이른 오후 3시에 끝났고, 세계는 지금 재방송(10분 방송)이 곧바로 방송되었다.
이재명 위증교사와 관련하여 방송할 예정이던 사사건건 역시 3시 30분에 특집으로 1시간 30분 동안 방송하려고 했지만, 원래 시간인 오후 4시에 시작해서 5시까지 1시간 동안 평소대로 방송되었다. 편성 공백이 생기자 3시 10분부터 50분 동안 생로병사의 비밀 재방송을 긴급 편성했다.

## 문화재 못질 사건
지난해 2024년 12월 30일, KBS는 드라마 촬영을 위해 소품을 다는 과정에서 병산서원에 못을 박는 등의 문화재 훼손 행위를 해서 논란이 되었다.

## 기타
- 2011년 1월 20일 KBS는 군 장병들에게 발열조끼를 사서 보내자는 성금모금 방송을 진행하였는데 이 목적이 매우 모호하며, 왜 군인들의 물품들을 정부의 지원이 아닌, 국민들 성금으로 보내냐는 반발이 일었다. 이 방송은 김인규 사장의 지시로 급조했다는 사실이 드러나면서 또다른 비판으로까지 번지기도 했다.[87]

- JTBC가 언론 통폐합 정책으로 한국방송공사에 합병되었던 TBC의 후신임을 주장하고 있다. 이러한 이유를 들어 1980년 11월 30일에 폐국된 TBC를 기념하여 2011년 12월 1일에 개국했으며, 이는 다른 종편이 JTBC와 같은 일자에 개국하는 데 영향을 주었다.[88] 개국 때부터 "다채로운 즐거움"을 구호로 사용하고 있다.

## 같이 보기
- 오마이뉴스에 대한 비판
- 문화방송에 대한 비판
- SBS에 대한 비판
- 조선일보에 대한 비판
- 한국방송공사